# Merkurbergbahn
Merkurbergbahn (także: Merkur-Bergbahn) – automatyczna, wąskotorowa jednotorowa kolej linowo-terenowa o rozstawie szyn 1000 mm, łącząca wschodnią część uzdrowiska Baden-Baden z popularnym pod względem turystycznym szczytem Merkur (669 m n.p.m.) w Schwarzwaldzie. Jest to jedna z najdłuższych i najbardziej stromych kolei linowych w Niemczech. Rocznie przewozi od 130.000 do 160.000 turystów.

## Historia
Kolej została otwarta 16 sierpnia 1913. Była remontowana w latach 1955-1956 i 1957-1959. 2 listopada 1967 została zamknięta. Ponownie otwarto ją 27 kwietnia 1979 jako automatyczną. Wyremontowana została po raz kolejny w latach 2019-2020 (m.in. wymiana wagonów).

## Dane techniczne
Parametry techniczne trasy: są następujące: 
- długość trasy: 1192 metry,
- maksymalne nachylenie: 58%,
- wysokość stacji dolnej: 287 m n.p.m.,
- wysokość stacji górnej: 657 m n.p.m.,
- różnica wysokości: 370 m,
- szerokość torowiska: 1000 mm,
- moc silnika: 250 kW,
- średnica liny: 30 mm,
- prędkość jazdy: 8 m/s (przed remontem w 2020 - 6 m/s),
- pojemność wagonu: 18 miejsc siedzących i 12 stojących[2].

## Galeria

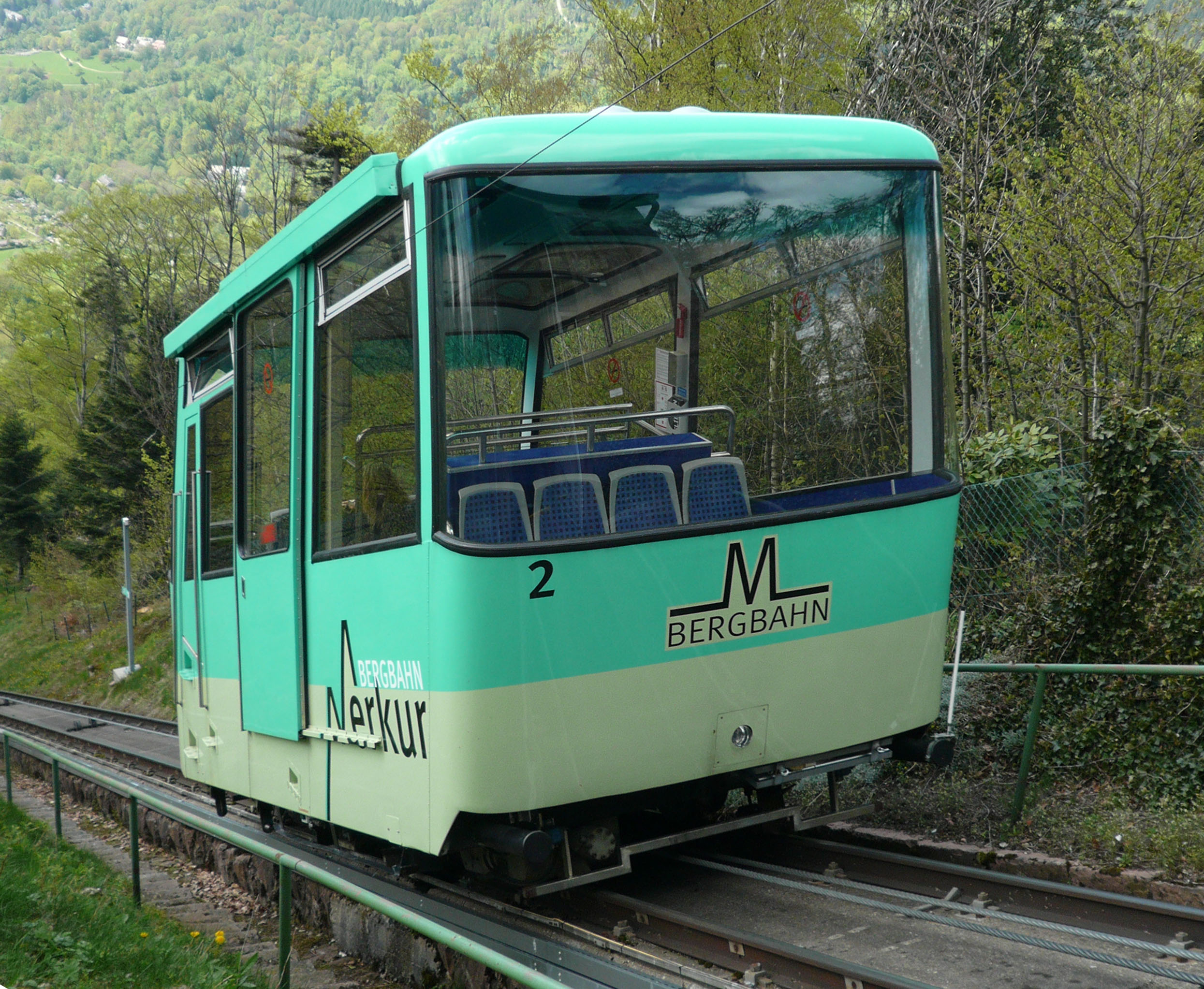
Wagon kursujący w latach 1979-2020
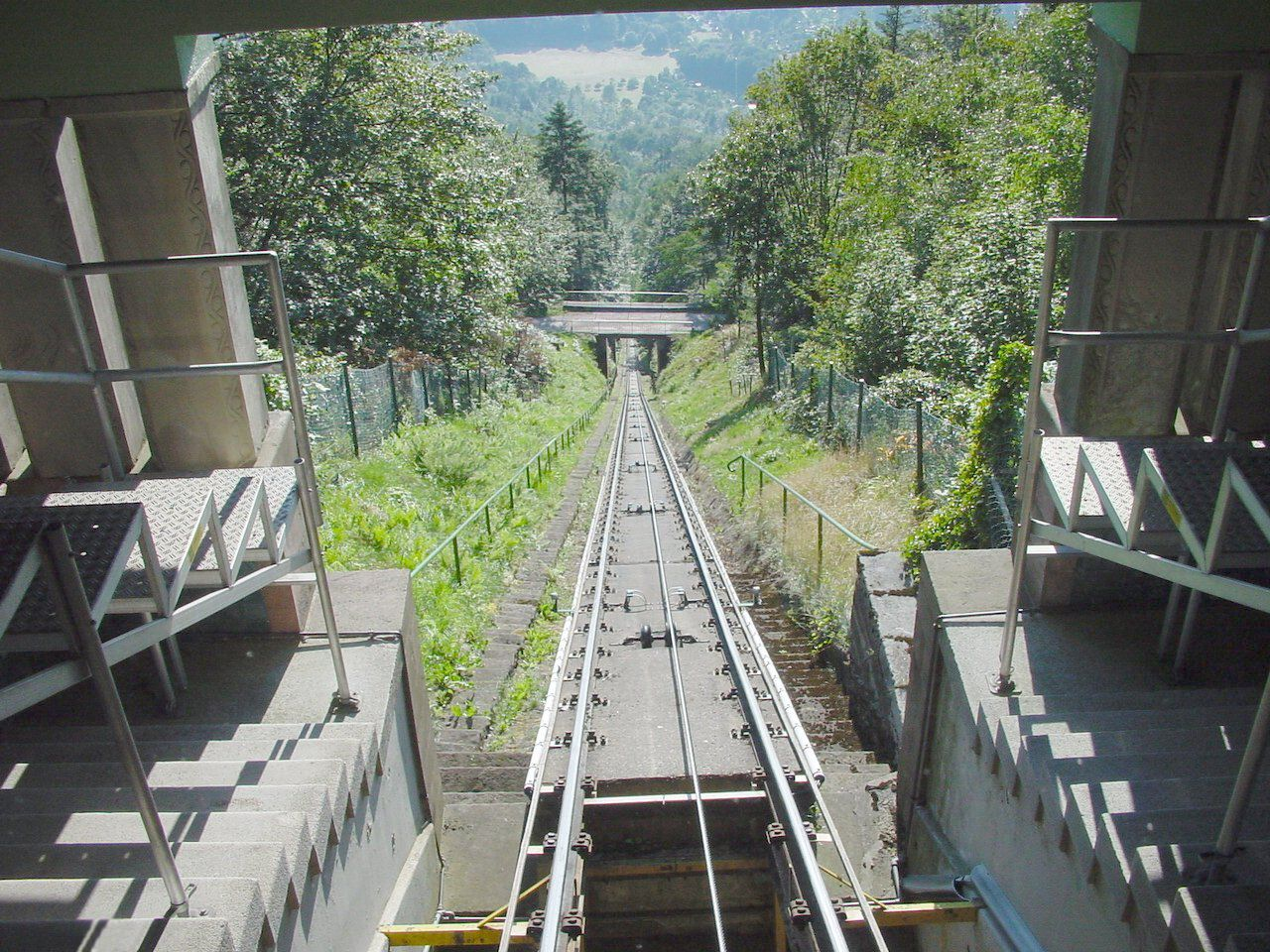
Trasa ze stacji górnej
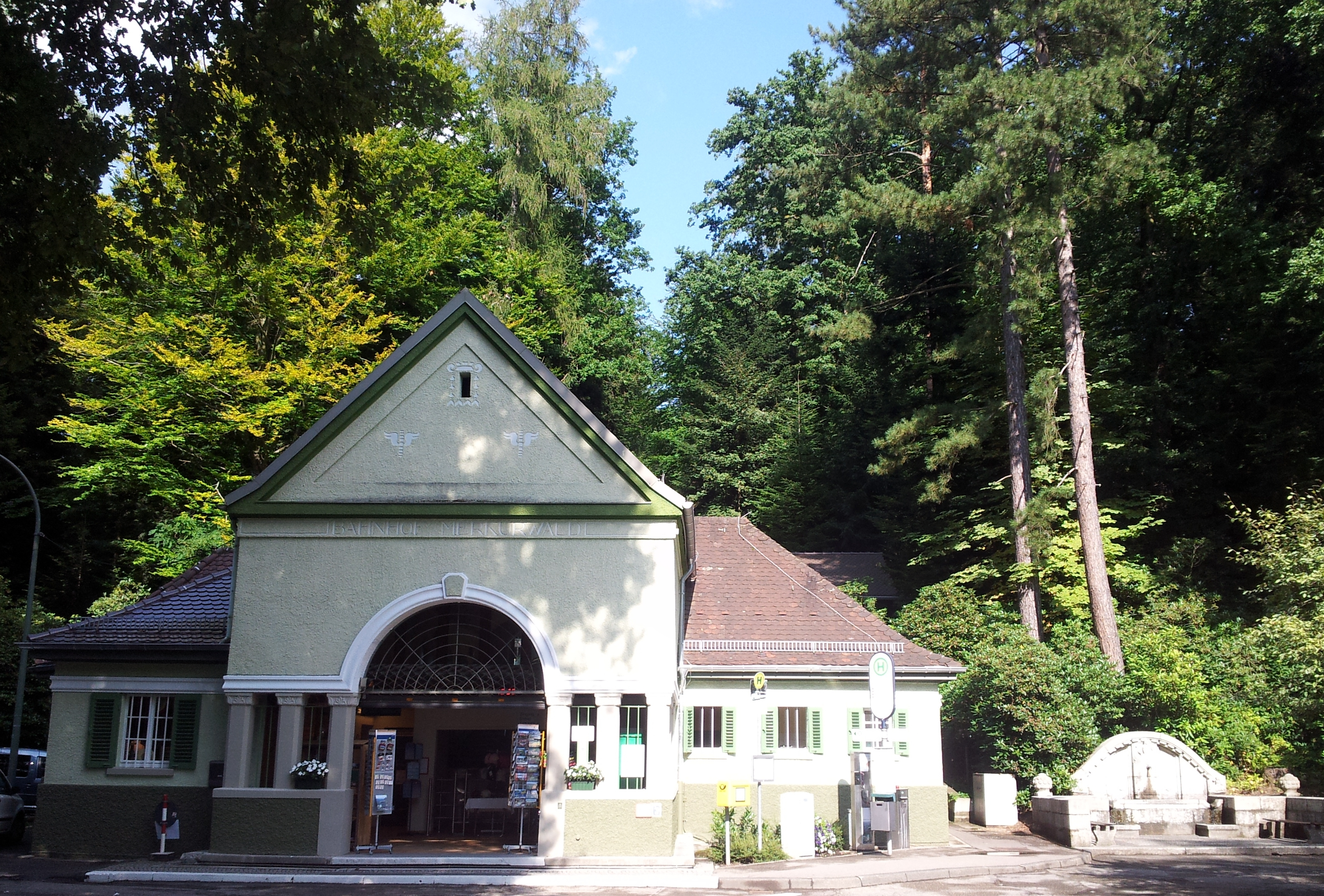
Stacja dolna
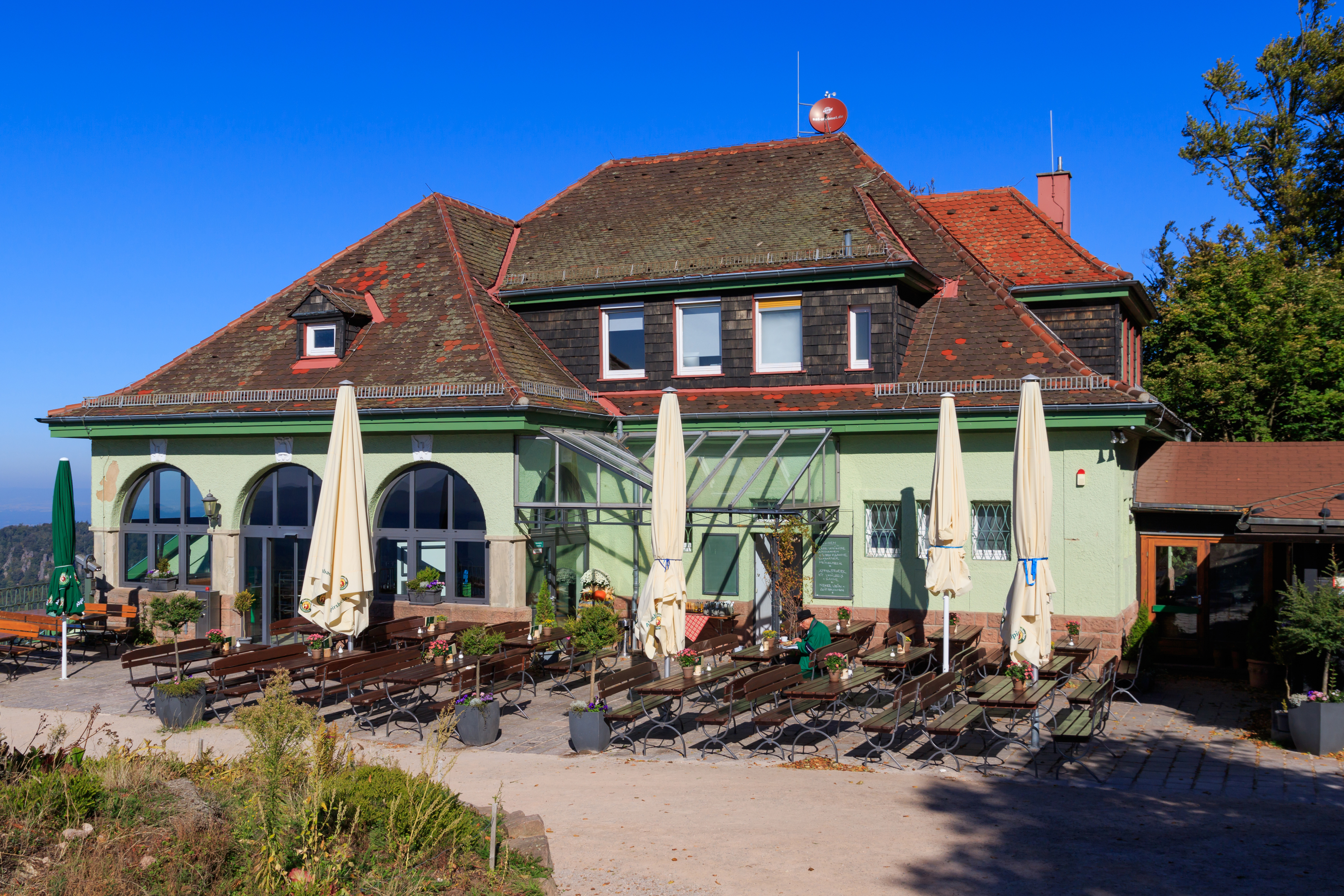
Stacja górna